# Тростинка (річка)
Тростинка — річка в Україні, у Києво-Святошинському районі Київської області. Ліва притока Ірпеня (басейн Дніпра).

## Опис
Довжина річки приблизно 8,5 км. Формується з багатьох безіменних струмків та 7 водойм.

## Розташування
Бере початок на північно-західній околиці Неграшів. Тече переважно на південний схід через Музичі і впадає у річку Ірпінь, праву притоку Дніпра.
Річку перетинають автомобільні дороги Р04, Т 1038.